# Fábio Emanuel Moreira Silva
Fábio Emanuel Moreira Silva, noto semplicemente come Fábio Silva (Lisbona, 5 aprile 1985), è un ex calciatore portoghese naturalizzato capoverdiano.